# Все можливо (збірка)
«Все можливо» (англ. Everything's Eventual) — збірка оповідань американського письменника Стівена Кінга, яка була опублікована у 2002 році. Увійшла до списку бестселерів за версією Publishers Weekly за 2002 рік.

## Історія створення
У передмові до збірки Кінг пише, що порядок оповідань у збірці визначив, взявши з гральної колоди чотирнадцять карт, якщо зіставивши кожну карту з одним з оповідань і виклавши в довільному порядку:
|  | Все що я зробив, це вийняв всі піки з колоди карт, а також джокера. Від туза до короля 13 карт. Джокер став 14. Я перемішав карти і розклав їх. Порядок, за яким вони вийшли з колоди, став порядком цих оповідань, згідно їх позиції в списку, який надіслало моє видавництво. І від цього навіть вийшов дуже пристойний баланс між загальнолітературними розповідями і повноцінними жахами. Я також додав роз'яснювальну замітку до або після кожної розповіді, в залежності від того, де мені здавалося її краще розмістити. Наступна збірка: вибираю картами Таро. |

До збірки ввійшли 5 з 6 оповідань збірки «Шість історій» (1999) (деякі оповідання з незначними змінами).

## Оповідання
| № п/п | Назва                                                  | Назва в оригіналі                                   | Вперше опубліковано                            | Перекладач українською                            |
| ----- | ------------------------------------------------------ | --------------------------------------------------- | ---------------------------------------------- | ------------------------------------------------- |
| 1     | Секційний зал номер чотири                             | Autopsy Room Four                                   | Збірка «Шість історій» (1999)                  |                                                   |
| 2     | Людина в чорному костюмі                               | The Man in the Black Suit                           | 31 жовтня 1994, у журналі «Нью-Йоркер»         |                                                   |
| 3     | Все, що ти любив колись, вітром віднесе                | All That You Love Will Be Carried Away              | 29 січня 2001, у журналі «Нью-Йоркер»          |                                                   |
| 4     | Смерть Джека Гамільтона                                | The Death of Jack Hamilton                          | 24 грудня 2001, у журналі «Нью-Йоркер»         |                                                   |
| 5     | У кімнаті смерті                                       | In the Deathroom                                    | Аудіокнига «Кров і дим» (1999)                 |                                                   |
| 6     | Маленькі сестри Елурії                                 | The Little Sisters of Eluria                        | Антологія «Легенди» (1998)                     |                                                   |
| 7     | Все можливо                                            | Everything's Eventual                               | жовтня 1997, у журналі «Фентезі & Сайнс фікшн» |                                                   |
| 8     | Теорія домашніх тварин                                 | L. T.'s Theory of Pets                              | Збірка «Шість історій» (1999)                  |                                                   |
| 9     | Дорожній вірус мчить на північ                         | The Road Virus Heads North                          | Антологія «999» (1999)                         |                                                   |
| 10    | Обід у кав'ярні «Готем»                                | Lunch at the Gotham Cafe                            | Збірка «Темне кохання» (1995)                  | Іван Яндола, для журналу «Всесвіт» № 11-12 (2003) |
| 11    | Почуття, яке словами можна виразити тільки французькою | That Feeling, You Can Only Say What It Is in French | 22 липня 1998, у журналі «Нью-Йоркер»          |                                                   |
| 12    | 1408                                                   | 1408                                                | Аудіокнига «Кров і дим» (1999)                 |                                                   |
| 13    | Верхи на кулі                                          | Riding the Bullet                                   | Електронна книга (2000)                        |                                                   |
| 14    | Щасливий четвертак                                     | Luckey Quarter                                      | 30 червня 1995, у журналі «USA Weekend»        |                                                   |

## Екранізації
За оповіданнями з цього роману було відзнято такі кінофільми:
- У 2003 році на екрани вийшов «Секційний зал номер чотири» (англ. Autopsy Room Four).
- У 2004 році на екрани вийшов фільм «Верхи на кулі» (англ. Riding the Bullet).
- У 2007 році на екрани вийшов фільм «1408».

## Номінації
Книга отримала номінації на такі нагороди:
- International Horror Guild, 2003
- British Fantasy Award, 2003
- Bram Stoker Awards, 2003
- Locus Award, 2003 — 5-е місце

## Рецензії
- Fiction Book Review: Everything's Eventual: 14 Dark Tales by Stephen King. Publishers Weekly. 18 березня 2002. Архів оригіналу за 24 грудня 2014. Процитовано 17 вересня 2016.
- Kirn, Walter[en] (14 квітня 2002). The Horror! Etc. The New York Times. Архів оригіналу за 27 жовтня 2018. Процитовано 17 вересня 2016. {{cite web}}: Перевірте значення |last= (довідка)